# Iyo Matsumoto
Iyo Matsumoto (松本伊代, Matsumoto Iyo, née le 21 juin 1965), mariée Kozono Iyo (小園伊代), est une ancienne chanteuse et actrice, qui débute en 1981 en tant que chanteuse-idole japonaise, accompagnées de deux danseuses et choristes qui formeront plus tard les duos Captain puis Be-2. Elle sort une trentaine de singles et une douzaine d'albums dans les années 1980, et commence à tourner dans des films et drama dès 1982, jusque dans les années 1990. Elle est depuis une "tarento", célébrité médiatique apparaissant dans de nombreuses émissions TV. En 2005, elle forme le trio pop Cutie Mommy avec deux autres populaires idoles des années 1980, Chiemi Hori et Yū Hayami. En 2007, elle chante le titre BOY FRIEND A GOGO pour le jeu Xbox 360 Beautiful Katamari Damacy.

## Discographie

### Singles
- 1981.10.21 : Sentimental Journey (センチメンタル・ジャーニー)
- 1982.02.05 : Love Me Tender (ラブ・ミー・テンダー)
- 1982.05.21 : TV no Kuni Karra Kirakira (TVの国からキラキラ)
- 1982.08.05 : Otona Janai no (オトナじゃないの)
- 1982.11.05 : Dakishimetai (抱きしめたい)
- 1983.03.03 : Chinese Kiss (チャイニーズ・キッス)
- 1983.06.01 : Taiyou ga Ippai (太陽がいっぱい)
- 1983.08.25 : Koi no Biorhythm (恋のバイオリズム)
- 1984.02.21 : Koi no KNOW-HOW (恋のKNOW-HOW)
- 1984.05.25 : Nagareboshi ga Suki (流れ星が好き)
- 1984.09.21 : Shyness Boy (シャイネスボーイ)
- 1984.11.01 : Billyvu (ビリーヴ)
- 1985.03.05 : Anata ni Kaeritai (あなたに帰りたい)
- 1985.06.05 : Dancin' In The Heart
- 1985.06.21 : Ponytail wa Musubanai (ポニーテイルは結ばない)
- 1985.10.05 : Gekkabijin (月下美人)
- 1986.02.21 : Last Kiss wa Hoho ni Shite (Last Kissは頬にして)
- 1986.08.05 : Shinjikata wo Oshiete (信じかたを教えて)
- 1986.12.16 : Sayonara wa Watashi no Tame ni (サヨナラは私のために)
- 1987.03.21 : Omoide wo Kirei ni Shinaide (思い出をきれいにしないで)
- 1987.11.04 : Suteki na Jealousy (すてきなジェラシー)
- 1988.09.07 : Sabishisa Nara Hitotsu (淋しさならひとつ)
- 1988.12.01 : Sonatine
- 1988.xx.xx : Nakanaide Kissubi (泣かないでギャツビー)
- 1989.09.21 : Kanashikute Yarikirenai (悲しくてやりきれない)
- 1990.12.16 : Kitto Wasureru Kara (きっと忘れるから)
- 2007.xx.xx : BOY FRIEND A GOGO

### Albums
- 1981.xx.xx : Sentimental IYO (センチメンタルＩ・Ｙ・Ｏ)
- 1982.xx.xx : Smiling IYO (サムシングI・Y・O)
- 1982.xx.xx : Only Seventeen (オンリーセブンティーン)
- 1983.xx.xx : Endless Summer (エンドレス・サマー)
- 1983.xx.xx : Yume Hitotsu Shinkirou (夢ひとつ蜃気楼)
- 1984.xx.xx : Sugar Rain
- 1984.xx.xx : Billyvu (ビリーヴ)
- 1985.xx.xx : Sentimental Dance Club (センチメンタル ダンス クラブ)
- 1986.xx.xx : Tenshi no Baka (天使のバカ)
- 1987.12.16 : Kaze no You ni (風のように)
- 1989.01.21 : Private File (プライベート・ファイル)
- 1989.10.21 : INNOCENCE
- 1991.01.21 : MARRIAGE ~Mou Wakakunai Kara~ (MARRiAGE～もう若くないから～)

Compilations
- 1986.11.21 : Complete Single Collection (コンプリート・シングル・コレクション)
- 1988.11.21 : REVIEW / SUPER BEST
- 1989.03.21 : Matsumoto Iyo Vol. 1 (松本伊代Vol.1)
- 1989.03.21 : Matsumoto Iyo Vol. 2 (松本伊代Vol.2)
- 1989.03.21 : Matsumoto Iyo Vol. 3 (松本伊代Vol.3)
- 1990.06.21 : CD File / Matsumoto Iyo Vol. 4 (CDファイル/松本伊代Vol.4()
- 1990.11.07 : THE BEST REFILE
- 1990.11.07 : THE BEST REFILL
- 1993.12.01 : Matsumoto Iyo / Zenkyokushuu (松本伊代/全曲集)
- 1999.08.04 : Matsumoto Iyo (New BEst One) (松本伊代〈New Best One〉)
- 2004.03.24 : Matsumoto Iyo BOX (松本伊代BOX)
- 2005.03.24 : Matsumoto Iyo Best Selection (松本伊代 Best Selection)
- 2009.09.16 : Golden☆Best Matsumoto Iyo (ゴールデン☆ベスト 松本伊代)

## Livres
- 1982.01 : Heart Tomodachi - Mune Sawagi no Toki (ハートともだち - 胸さわぎのとき)
- 1984.06 : Touch Me Please Photo Essay (タッチ・ミー・プリーズ - フォト・エッセイ)
- 1987.09 : Oshare Club (おしゃれ倶楽部)
- 1991.01 : Marriage Mou Wakunai Kara (マリアージュ - もう若くないから)

## Liens
- (ja) Blog officiel